# Mindanaona mindanaonis
Mindanaona mindanaonis là một loài bọ cánh cứng trong họ Cerambycidae.